# ۶٬۷-دی‌متیل-۸-ریبیتیل‌لومازین
۶،۷-دی‌متیل-۸-ریبیتیل‌لومازین (به انگلیسی: 6,7-Dimethyl-8-ribityllumazine) با فرمول شیمیایی C۱۳H۱۸N۴O۶ یک ترکیب شیمیایی با شناسه پاب‌کم ۱۶۸۹۸۹ است. که جرم مولی آن ۳۲۶٫۳۰۵ g/mol می‌باشد. 